# Michael Hilliard
Michael Leo Hilliard (ur. 11 marca 1903 w Navan, zm. 20 czerwca 1983 tamże) – irlandzki polityk i samorządowiec, były żołnierz Irlandzkiej Armii Republikańskiej, wieloletni Teachta Dála i poseł do Parlamentu Europejskiego, minister poczt i telegrafów (1959–1965) oraz obrony (1965–1969).

## Życiorys
Urodził się jako piąte dziecko rolnika Jamesa Hilliarda i Mary z domu O’Brien. Kształcił się w St Finian's College w Mullingar, w 1920 przerwał naukę i dołączył do Irlandzkiej Armii Republikańskiej (pozostał w niej do ok. 1932). Został kapitanem, w 1921 awansowany do rangi oficera wywiadu. Uczestniczył również w wojnie domowej po stronie przeciwników traktatu angielsko-irlandzkiego, podczas której został dwukrotnie aresztowany. W niewoli podjął 26-dniowy strajk głodowy. Zajmował się również rolnictwem i hodowlą bydła.
Na początku lat 30. dołączył do Fianna Fáil, od 1934 zasiadał w radzie miejskiej Navan. W latach 1943–1973 nieprzerwanie zasiadał w Dáil Éireann od 11. do 19. kadencji, w 1973 nie uzyskał reelekcji. Od 1958 do 1959 parlamentarzy sekretarz stanu ds. przemysłu i handlu. Zasiadał następnie w kolejnych rządach Seána Lemassa i Jacka Lyncha, pełniąc funkcję ministra poczt i telegrafów (kwiecień 1959–czerwiec 1965, podczas jego kadencji utworzono Raidió Teilifís Éireann) oraz obrony (czerwiec 1965–lipiec 1969). Od stycznia do marca 1973 był członkiem irlandzkiej delegacji do Parlamentu Europejskiego, gdzie należał do frakcji Europejskich Progresywnych Demokratów.
Od 1925 żonaty z Kate z domu McMahon, mieli dziesięcioro dzieci. Ich syn Colm Hilliard także został politykiem.